# Madras Crocodile Bank Trust
Madras Crocodile Bank Trust (MCBT) est un zoo de reptile et un centre de recherche d'herpétologie, fondé par Romulus Whitaker et situé à 40 km de Madras à Mahâballipuram dans l'État de Tamil Nadu en Inde.

## Objectif
Le MCBT est construit pour le but de sauver trois espèces de crocodiles indiens : le crocodile des marais, le crocodile marin et le gavial du Gange. Mais maintenant le centre loge quelques lézards, douze espèces de tortues (eau douce et eau de mer) et plus de cinq espèces de serpents.
Le zoo abrite actuellement plus de 2 400 crocodiles et a accueilli plus de 450 000 personnes en 2007.
Cet zoo est aussi un centre d'extraction de venin unique en Inde. On peut voir au quotidien l'extraction de venin. Un journal bisannuel nommé Hamadryad est publié par le centre. Le centre a aussi une bibliothèque herpétologique qui est la plus grande bibliothèque du genre en Inde.

## Espèce

### Crocodile

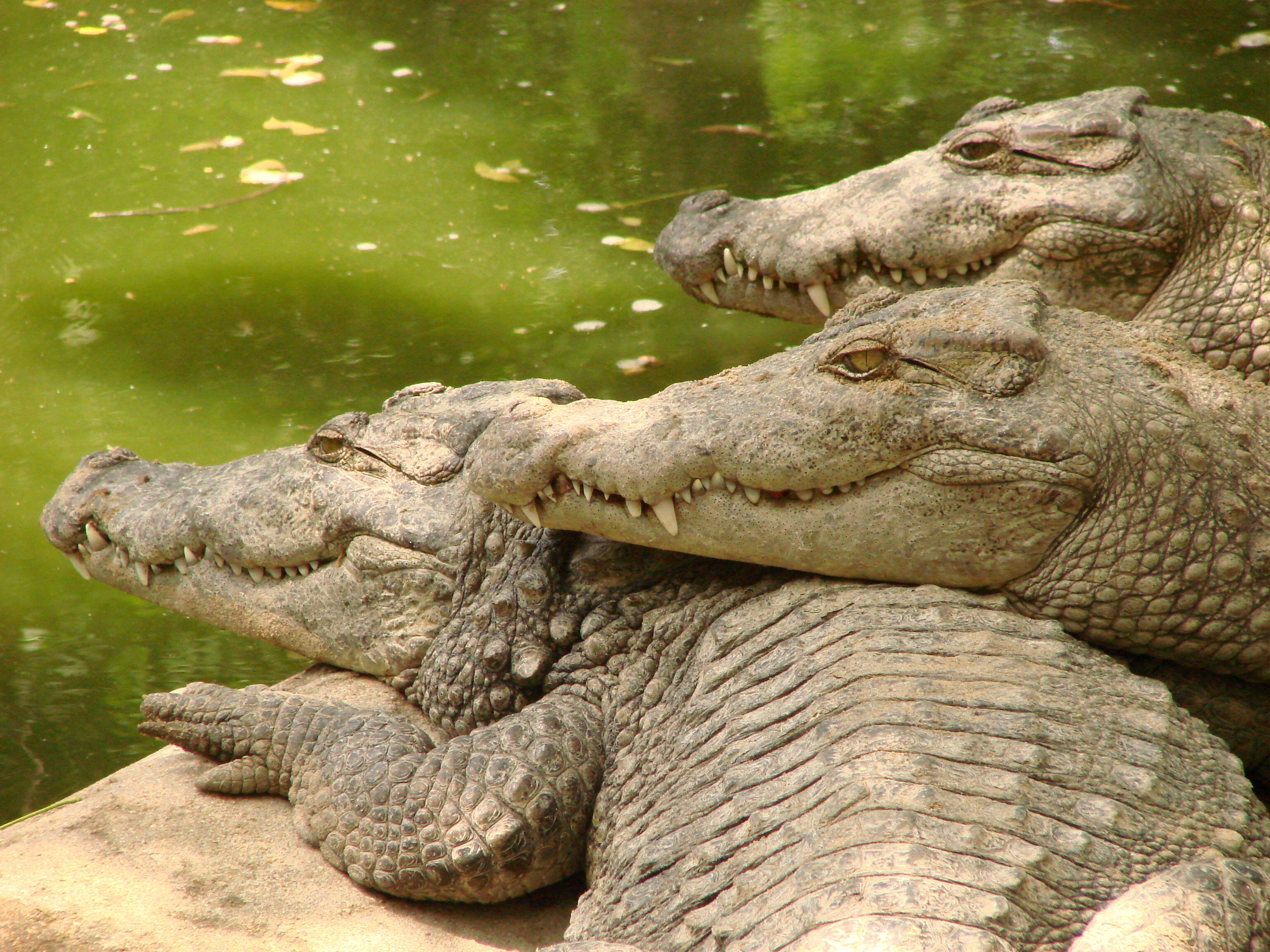
Crocodiles au Madras Crocodile Bank Trust.

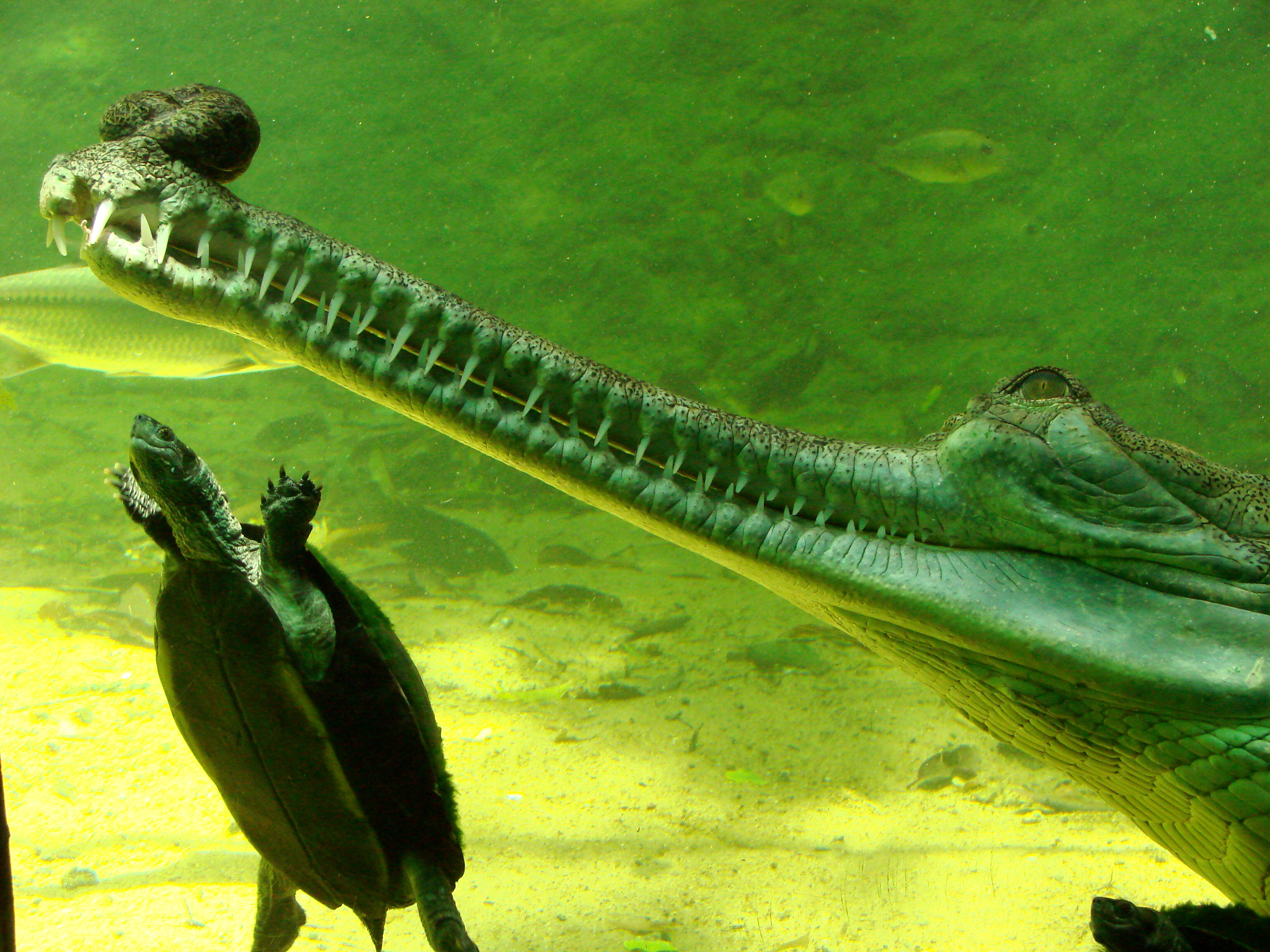
crocodile et tortue au Madras Crocodile Bank Trust.

| Nom commun              | Nom scientifique           |
| ----------------------- | -------------------------- |
| Crocodile des marais    | Crocodylus palustris       |
| Crocodile marin         | Crocodylus porosus         |
| Gavial du Gange         | Gavialis gangeticus        |
| Caïman à lunettes       | Caiman crocodilus          |
| Jacara                  | Caiman yacare              |
| Caïman nain de Cuvier   | Paleosuchus palpebrosus    |
| Alligator d'Amérique    | Alligator mississippiensis |
| Crocodile du Siam       | Crocodylus siamensis       |
| Crocodile du Nil        | Crocodylus niloticus       |
| Faux-gavial d'Afrique   | Crocodylus cataphractus    |
| Crocodile nain          | Osteolaemus tetraspis      |
| Crocodile de Morelet    | Crocodylus moreletii       |
| Faux-gavial de Malaisie | Tomistoma schlegelii       |
| Crocodile de Johnston   | Crocodylus johnstoni       |

### Serpent

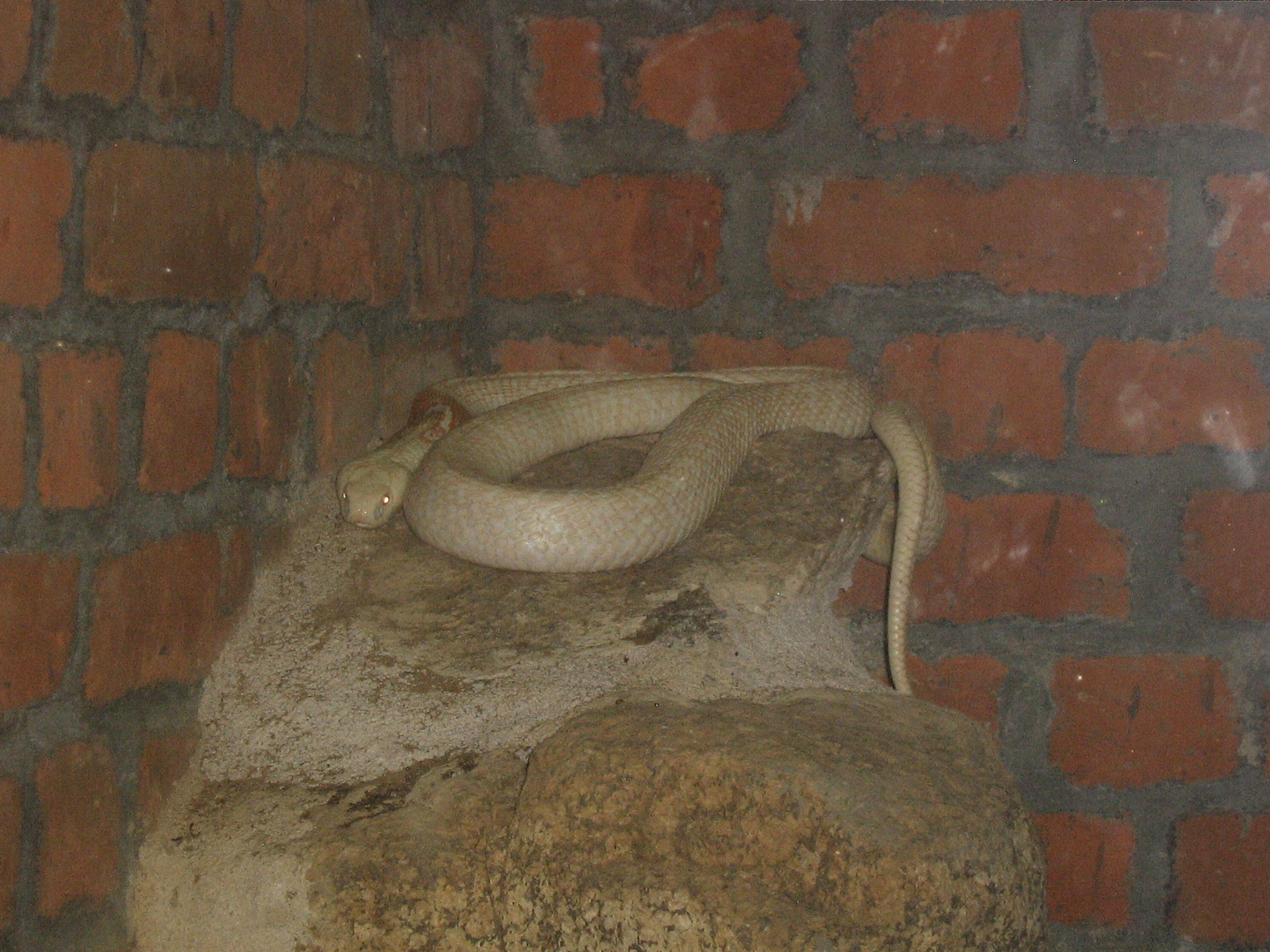
Cobra albinos

| Nom commun      | Nom scientifique       |
| --------------- | ---------------------- |
| Cobra royal     | Ophiophagus hannah     |
| Python molure   | Python molurus molurus |
| Python réticulé | Python reticulatus     |
| Cobra albinos   | Naja Naja              |

### Tortue
| Nom commun                            | Nom scientifique                         |
| ------------------------------------- | ---------------------------------------- |
| Tortue étoilée d'Inde                 | Geochelone elegans                       |
| Travancore tortoise (anglais)         | Indotestudo forstenii (anglais)          |
| Indian Black Pond turtle (anglais)    | Melanochelys trijuga (anglais)           |
| Indian Black Pond turtle (anglais)    | Melanochelys trijuga thermalis (anglais) |
| Crowned River Turtle (anglais)        | Hardella thurjii (anglais)               |
| Indian roofed turtle (anglais)        | Pangshura tecta (anglais)                |
| Indian roofed turtle (anglais)        | Pangshura tentoria circumdata (anglais)  |
| crowned roof turtle (rouge) (anglais) | Kachuga kachuga (anglais)                |
| Tortue fluviale de l'Inde             | Batagur baska                            |
| Indian flapshell turtle (anglais)     | Lissemys punctata (anglais)              |
| Indian flapshell turtle (anglais)     | Lissemys punctata andersoni (anglais)    |
| Indian soft shelled turtle (anglais)  | Aspideretes gangeticus (anglais)         |

### Lézard
| Nom commun   | Nom scientifique |
| ------------ | ---------------- |
| Varan malais | Varanus salvator |

## Voir également
- Parc zoologique d'arignar Anna